# Jesús Durbán Remón
Jesús Durbán Remón (Almería, 21 de octubre de 1915 - Madrid, 25 de enero de 1982) fue un  político español. Fue presidente de la Diputación provincial de Almería, miembro de la Comisión que redactó la Constitución y cofundador de la Caja Rural de Almería, germen del actual Grupo Cajamar.

## Biografía
Jesús Durbán nació en Almería, España, el 21 de octubre de 1915. Estaba casado con doña Dolores Puig Peña, tuvieron 5 hijos. Falleció en Madrid el 25 de enero de 1982.
Estudió en el colegio La Salle de Almería, en la Escuela Normal de Almería y cursó estudios de Derecho como alumno libre en la Universidad de Granada.
Fue Maestro Nacional en el Instituto de Enseñanza de Almería desde 1935, abogado y Abogado del Estado, ejerciendo en la Abogacía del Estado de Almería desde 1943 hasta 1973, cuando pasa a formar parte de la Jefatura de la Asesoría Jurídica del Ministerio de Industria en Madrid.
Fue presidente de la Diputación Provincial de Almería desde 1969 hasta 1973 y procurador en Cortes en la IX Legislatura. Miembro del Partido Demócrata Cristiano (PDC), fue elegido senador por Unión de Centro Democrático (UCD) en las elecciones generales de 1977, formó parte de la Comisión que redactó la Constitución Española de 1978. Ejerció dicho cargo desde el 15 de junio de 1977 hasta su cese el 2 de enero de 1979.
Durante el proceso autonómico andaluz, se mostró contrario al establecimiento de la preautonomía andaluza, disintiendo del trasvase de competencias hacia dicho órgano, por parte tanto de la administración central como de la Diputación de Almería. Llegó a manifestarse partidario de una autonomía más pequeña donde estuviese Almería, y que integrara también, o el resto de las provincias de Andalucía Oriental, o Granada y Málaga, o incluso también Murcia y Melilla, barajando la posibilidad de una Almería autonómica uniprovincial. Fue colaborador de diversas revistas.

### Cargos en el Senado
- Comisión de Economía y Hacienda: vocal desde el 2 de agosto de 1977 al 2 de enero de 1979.
- Comisión de Industria, Comercio y Turismo: vocal desde el 18 de noviembre de 1977 al 2 de enero de 1979.
- Comisión de Presidencia del Gobierno y ordenación general de la Administración Pública: Presidente desde el 25 de octubre de 1977 al 30 de enero de 1978.
- Comisión de presupuestos: vocal desde el 11 de noviembre de 1977 al 30 de enero de 1978.
- Comisión de Reglamento: vocal desde el 2 de agosto de 1977 al 2 de enero de 1979.

### Promoción económica de Almería
Muy interesado por los problemas económicos de la provincia de Almería llegó a crear más de 80 cooperativas agrícolas para aliviar los problemas de gestión y de comercialización de los productos agrícolas. En 1963 fundó, junto a Juan del Águila Molina, la Caja Rural Provincial de Almería, base y partícipe de la actual Cajamar, siendo su presidente desde 1966 hasta 1973. Fue Consejero de elección del Monte de Piedad y Caja de Ahorros de Almería desde el 9 de diciembre de 1944 al 3 de enero de 1969. Vocal de su Junta de Gobierno del 8 de enero de 1960 al 7 de octubre de 1963.

### Club de Mar de Almería
Aficionado al mar, a la pesca y a la natación, sobrevivió en su juventud al naufragio de un esquife de vela, teniendo que regresar a nado a la costa durante un temporal de poniente.
En 1949 funda el Club de Mar de Almería junto con varios aficionados a los deportes náuticos, siendo su presidente hasta 1973. En 1955 se inaugura el primer edificio social, sobre unos restos de edificaciones en Barrio de Pescadería y unos terrenos colindantes junto al Barranco del Caballar. En 1953 y 1955 se obtienen los Premios Nacionales “Virgen del Carmen” a los clubes náuticos. Forman las primeras directivas Cristóbal Gómez Romero, Sebastián Vidal Rico, Ricardo Carmona Romero, Manuel Martínez Artal, José Rodríguez Martín, José María Artero García o Antonio Frías Jiménez.

### Homenajes
Tiene una calle dedicada en la ciudad de Almería, cerca de la avenida Federico García Lorca.